# Трошигино
Трошигино — деревня в Вытегорском районе Вологодской области.
Входит в состав Андомского сельского поселения, с точки зрения административно-территориального деления — в Андомский сельсовет.
Расположена на трассе А119. Расстояние по автодороге до районного центра Вытегры — 31 км, до центра муниципального образования села Андомский Погост — 1 км. Ближайшие населённые пункты — Андомский Погост, Князево, Маковская, Марино, Порог, Сергеево, Терово, Устеново.
По переписи 2002 года население — 61 человек (30 мужчин, 31 женщина). Преобладающая национальность — русские (93 %).